# Cratère (général)
Pour les articles homonymes, voir Cratère.
Cratère (en grec ancien Κρατερός / Kraterós), né vers 370 av. J.-C. et mort en 321 av. J.-C., est un général macédonien sous le règne d'Alexandre le Grand et l'un de ses plus proches compagnons. Officier courageux et bon stratège, il bénéficie de la confiance d'Alexandre ainsi que de la faveur des fantassins macédoniens. Il trouve la mort en luttant contre Eumène de Cardia dans le contexte des guerres des Diadoques.

## Biographie

### Sous le règne d'Alexandre
Aîné d'Alexandre d'une quinzaine d'années, Cratère est originaire d'Orestide. Il a pour frère Amphotéros, navarque de la flotte en mer Égée. Ayant fait son apprentissage militaire sous Philippe II, il commande au départ de la conquête un bataillon de la phalange en tant que taxiarque. Il participe à la bataille du Granique (mai 334 av. J.-C.) sous le commandement de Parménion. À Issos, puis à Gaugamèles, il dirige l'infanterie de l'aile gauche. Alexandre lui confie volontiers le commandement des corps de l'armée opérant séparément de la sienne en toute confiance. Par exemple, pendant les campagnes en Bactriane, Sogdiane et dans l'Inde, il tient le rôle de confiance soit en gardant le camp en l'absence d'Alexandre soit en étant envoyé en expédition avec des forces importantes.
En dehors des batailles, il est fréquemment chargé de missions de confiance par Alexandre. Ainsi, durant l'automne 331, il occupe les hauteurs du pays des Ouxiens (ouest de l'Iran actuel) au nord-ouest de Persépolis puis commande en second à la bataille des Portes persiques. Lors de la poursuite contre Darius III en 330 av. J.-C. il semble exercer le commandement du principal corps d'armée tandis qu'Alexandre dirige l'avant-garde. En 329 il met le siège devant Cyropolis où il est blessé puis il écrase une révolte dans la région de Paraitacène en Médie vers 327. Fort de l'estime du roi, il est généralement chargé de traiter avec les troupes.
Son crédit auprès d'Alexandre s'affirme après le procès contre Philotas (330) contre lequel il porte de graves accusations. Philotas est l'ennemi de Cratère, et celui-ci joue un rôle important lors de son procès, en faisant torturer un suspect afin d'obtenir des aveux. Cratère est récompensé de sa fidélité et obtient la succession de Parménion. Il est d'ailleurs partisan de torturer Philotas car il est persuadé de l'existence d'un complot plus vaste. Il est probable qu'il pousse à l'assassinat de Parménion, longtemps son supérieur et père de Philotas. En Inde, il joue un rôle plus effacé (ou moins connu) et entre semble-t-il en rivalité avec Héphaistion. Selon Plutarque, Alexandre aurait dit : « Cratère aime le roi, mais Héphaistion, lui, aime Alexandre ! ».
Lors de la descente de la vallée de l'Indus chacun commande un corps d'armée tandis qu'Alexandre est avec la flotte au milieu du fleuve. C'est à lui qu'Alexandre confie le troisième corps d'armée en 325, lors du retour dramatique de l'expédition, lequel revient par le nord (Afghanistan et est de l'Iran actuel). Lors de ce retour, en plus de ramener les unités les moins mobiles de l'armée macédonienne, il reçoit l'ordre de rétablir le calme dans les régions traversées. Il rejoint Alexandre à Harmozia (en face du détroit d'Ormuz), lequel lui montre sa faveur en le mariant à Suse à une princesse achéménide, Amastris, fille d'Oxyartès le frère de Darius III. Puis il est chargé avec Polyperchon de ramener les vétérans, dont les Argyraspides, en Macédoine. Il est également censé succéder à Antipater à la tête de la régence de Macédoine et de Grèce.
Après la mutinerie d'Opis en 324, il a pour mission de ramener les hommes libérés des services chez eux. Mais cette mission en dissimule une secrète : une fois en Macédoine, il est censé convaincre Antipater de se défaire de ses fonctions de stratège d'Europe que Cratère récupérera et de veiller au bon retour de celui-ci à Babylone où Alexandre l'a convoqué. Mais l'affaire d'Harpale retarde l'opération. À la mort d'Alexandre, il se trouve toujours en Cilicie avec 10 000 Macédoniens.

### Guerre contre Perdiccas
C'est sur le chemin, en Cilicie, qu'il apprend la mort d'Alexandre survenue en juin 323 av. J.-C.. Malgré son absence lors des accords de Babylone, il obtient la charge de prostatès (tuteur) des rois Philippe III Arrhidée et Alexandre IV. En 322, parvenu en Grèce avec une partie des troupes démobilisées, il aide Antipater à mettre fin à la guerre lamiaque en remportant la bataille de Crannon. Il épouse ensuite sa fille Phila. Il est alerté par Antigone le Borgne des ambitions de Perdiccas et passe en Anatolie avec l'appui de Néoptolème qui le persuade de marcher contre Eumène de Cardia, le stratège de Perdiccas. En agissant ainsi, Néoptolème qui est chargé de seconder son armée trahit Eumène et passe au service de Cratère. Eumène marche alors au-devant de Cratère avant que celui-ci ne puisse recevoir des renforts. 
Les deux armées se font face au printemps 321 à la bataille de l'Hellespont. Eumène ordonne à ses cavaliers orientaux qu'il a placés face à Cratère de l'attaquer immédiatement avant que celui-ci ne puisse essayer de rallier l'armée d'Eumène à sa cause. Cratère trouve la mort, peut-être à cause d'une chute de cheval, au tout début de la bataille. Son prestige est tel qu'Eumène consent à rendre sa dépouille à son épouse restée en Macédoine.

### Descendance et postérité
Cratère est marié pendant les noces de Suse à Amastris, fille d'Oxyartès le frère de Darius III, qu'il répudie à la mort d'Alexandre sans avoir eu d'enfants. Préférant Phila, la fille d'Antipater qu'il épouse, il a eu un fils nommé lui aussi Cratère (321-250 av. J.-C.), demi-frère aîné d'Antigone II Gonatas et de Stratonice Ire par sa mère, qui dirige la garnison de Corinthe pendant la guerre chrémonidéenne.
C'est son fils qui commande le groupe sculpté représentant Cratère et Alexandre dans une chasse au lion, œuvre exécutée par le sculpteur Lysippe à Delphes. Ce groupe sculpté a probablement servi de modèle à la mosaïque représentant le même sujet découverte à Pella.

### Sources antiques
- Diodore de Sicile, Bibliothèque historique [détail des éditions] [lire en ligne], XVII, XVII.
- Plutarque, Vies parallèles [détail des éditions] [lire en ligne], Alexandre.